# Llista d'estacions de Mitjana Distància al País Valencià

## A
| Estació          | Línies | Connexions | Serveis                                                       | Ubicació         | Comarca       |
| ---------------- | ------ | ---------- | ------------------------------------------------------------- | ---------------- | ------------- |
| Alacant Terminal | L-2    | C-1 C-3    | accessible PMR · aparcament · restauració · venda de bitllets | Alacant          | Alacantí      |
| Alcalà de Xivert | 50     |            | venda de bitllets                                             | Alcalà de Xivert | Baix Maestrat |

## B
| Estació             | Línies | Connexions | Serveis | Ubicació   | Comarca       |
| ------------------- | ------ | ---------- | ------- | ---------- | ------------- |
| Benicarló-Peníscola | 50     |            |         | Benicarló  | Baix Maestrat |
| Benicàssim          | 50     |            |         | Benicàssim | Plana Alta    |

## C
| Estació              | Línies | Connexions | Serveis                                                       | Ubicació             | Comarca    |
| -------------------- | ------ | ---------- | ------------------------------------------------------------- | -------------------- | ---------- |
| Castelló de la Plana | 50     | C-6        | accessible PMR · aparcament · restauració · venda de bitllets | Castelló de la Plana | Plana Alta |

## E
| Estació   | Línies  | Connexions | Serveis                                                                | Ubicació                      | Comarca       |
| --------- | ------- | ---------- | ---------------------------------------------------------------------- | ----------------------------- | ------------- |
| La Encina | L-1 L-3 |            |                                                                        | Pedania de La Encina, Villena | Alt Vinalopó  |
| Elx-Parc  | L-1     | C-1        | accesible PMR · aparcament de pagament · cafeteria · venda de bitllets | Elx                           | Baix Vinalopó |

## O
| Estació | Línies | Connexions | Serveis | Ubicació | Comarca     |
| ------- | ------ | ---------- | ------- | -------- | ----------- |
| Oriola  | L-1    | C-1        |         | Oriola   | Baix Segura |
| Orpesa  | 50     |            |         | Orpesa   | Plana Alta  |

## S
| Estació | Línies | Connexions | Serveis | Ubicació | Comarca          |
| ------- | ------ | ---------- | ------- | -------- | ---------------- |
| Sagunt  | 50     | C-5 C-6    |         | Sagunt   | Camp de Morvedre |

## T
| Estació     | Línies | Connexions | Serveis | Ubicació    | Comarca       |
| ----------- | ------ | ---------- | ------- | ----------- | ------------- |
| Torreblanca | 50     |            |         | Torreblanca | Baix Maestrat |

## V
| Estació           | Línies                 | Connexions                         | Serveis                                                       | Ubicació                     | Comarca             |
| ----------------- | ---------------------- | ---------------------------------- | ------------------------------------------------------------- | ---------------------------- | ------------------- |
| València-Cabanyal | L-6 50                 | C-5 C-6                            | accessible PMR · restauració · venda de bitllets              | Barri del Cabanyal, València | Comarca de València |
| València-Nord     | L-1 L-3 L-4 L-5 L-6 50 | C-1 C-2 C-3 C-4 C-5 C-6 (en obres) | accessible PMR · aparcament · restauració · venda de bitllets | València                     | Comarca de València |
| Vila-real         | 50                     | C-6                                |                                                               | Vila-real                    | Plana Baixa         |
| Vinaròs           | 50                     |                                    |                                                               | Vinaròs                      | Baix Maestrat       |

## X
| Estació | Línies      | Connexions | Serveis                        | Ubicació | Comarca |
| ------- | ----------- | ---------- | ------------------------------ | -------- | ------- |
| Xàtiva  | L-1 L-3 L-4 | C-2        | aparcament · venda de bitllets | Xàtiva   | Costera |